# 2018 en Tunisie
Chronologie de la Tunisie
- 2014
- 2015
- 2016
- 2017
- 2018
- 2019
- 2020
- 2021
- 2022

Cet article présente les faits marquants de l'année 2018 en Tunisie ou relatifs à la Tunisie.

## Événements
- 1er janvier : des hausses de prix mises en place en début d'année conduisent à des manifestations avec affrontements avec la police, en particulier le 8 à Tunis mais également à Tebourba où un manifestant est tué[1].
- 31 janvier-1er février : le président français Emmanuel Macron, en visite en Tunisie, souligne le  « modèle de la transition démocratique » mis en place par le président Béji Caïd Essebsi[1].
- 2 février : des journalistes protestent à Tunis contre les déclarations du ministre de l'Intérieur et dénoncent « le retour de l'État policier »[1].
- 10 mars : la marche pour l'égalité dans l'héritage est organisée à Tunis à l'appel de la Coalition égalité héritage, un collectif rassemblant 81 associations réclamant l'égalité entre les hommes et les femmes en matière successorale[2],[3],[4].
- 6 mai : les élections municipales ont lieu sous la supervision de l'Instance supérieure indépendante pour les élections ; ce sont les premières élections municipales depuis la révolution de 2011, les précédentes ayant eu lieu en 2010.
- 29 mai : un discours du chef du gouvernement Youssef Chahed dénonce les tentatives de Hafedh Caïd Essebsi, chef de son parti Nidaa Tounes, pour l'écarter du pouvoir[5].
- 3 juin : le naufrage d'un bateau de migrants au large des Kerkennah cause au moins 68 morts et une cinquantaine de disparus, dont une majorité de Tunisiens[6].
- 3 juillet : Souad Abderrahim est la première femme à être élue à la tête du conseil municipal de Tunis[5].
- 8 juillet : la branche tunisienne d'Al-Qaida au Maghreb islamique lance une attaque contre la garde nationale tunisienne près d'Aïn Soltane, dans le gouvernorat de Jendouba proche de la frontière algérienne ; six gardes nationaux meurent[5].
- 13 août : le président Béji Caïd Essebsi demande à l'Assemblée des représentants du peuple de se saisir de la question de l'égalité hommes-femmes en matière d'héritage[5].
- 24 septembre : le président Béji Caïd Essebsi annonce des élections générales en 2019 et la fin de l'alliance entre Nidaa Tounes et Ennahdha[5].
- 9 octobre : l'Assemblée des représentants du peuple adopte une loi contre le racisme[5].
- 24 octobre : une femme attaque un groupe de policiers dans un attentat-suicide à Tunis ; la femme meurt et vingt personnes sont blessées[5].
- 23 décembre : le meurtre de Falikou Coulibaly, âgé de 33 ans et père de deux enfants de six et huit ans, est perpétré contre un ressortissant d'Afrique subsaharienne ; il s'agit d'un crime raciste selon ses proches et des ressortissants subsahariens, un crime sans caractère raciste à la suite d'un vol de téléphone qui a mal tourné selon les autorités tunisiennes.

## Sports
- Tunisie aux Jeux méditerranéens de 2018

### Basket-ball
- Coupe de la Fédération masculine de basket-ball 2018
- Championnat de Tunisie masculin de basket-ball 2017-2018
- Championnat de Tunisie masculin de basket-ball 2018-2019
- Coupe de Tunisie masculine de basket-ball 2017-2018
- Coupe de Tunisie masculine de basket-ball 2018-2019

### Escrime
- Championnats d'Afrique d'escrime 2018

### Football
- Équipe de Tunisie de football à la Coupe du monde 2018
- Équipe de Tunisie de football en 2018
- Championnat de Tunisie de football 2017-2018
- Championnat de Tunisie de football 2018-2019
- Coupe de Tunisie de football 2017-2018
- Coupe de Tunisie de football 2018-2019
- Championnat de Tunisie de football de deuxième division 2017-2018
- Championnat de Tunisie de football de deuxième division 2018-2019
- Championnat de Tunisie de football de troisième division 2017-2018
- Championnat de Tunisie de football de troisième division 2018-2019
- Saison 2017-2018 de l'Étoile sportive du Sahel
- Saison 2017-2018 de l'Avenir sportif de Gabès
- Saison 2017-2018 du Stade gabésien
- Saison 2017-2018 de l'Espérance sportive de Tunis

### Handball
- Championnat de Tunisie masculin de handball 2017-2018
- Championnat de Tunisie masculin de handball 2018-2019
- Coupe de Tunisie masculine de handball 2017-2018

### Judo
- Championnats d'Afrique de judo 2018

## Culture
- Journées cinématographiques de Carthage 2018, 29e édition du festival se déroulant du 3 au 10 novembre[7].
- Brotherhood, court métrage réalisé par Meryam Joobeur et sorti en septembre 2018[8], est une coproduction entre le Canada, la Tunisie, le Qatar et la Suède.
- Dachra, film d'horreur tunisien écrit et réalisé par Abdelhamid Bouchnak et sorti en 2018.
- Fatwa, long métrage tunisien-belge réalisé par Mahmoud Ben Mahmoud et sorti en 2018.
- Mon cher enfant, film franco-belgo-tuniso-qatari réalisé et scénarisé par Mohamed Ben Attia, sorti en 2018.
- Regarde-moi, film franco-tunisien réalisé par Nejib Belkadhi et sorti en 2018.
- Whispering Sands, film tunisien réalisé par Nacer Khémir et sorti en 2018.
- 28 avril : le Comar d'or est attribué à :
  - La Fille de l'enfer (ابنة الجحيم), ouvrage en langue arabe de Khairia Boubtan (ar) ;
  - Les Lendemains d'hier, ouvrage en langue française d'Ali Bécheur.

## Naissances en 2018
- Naissance en Tunisie en 2018

## Décès en 2018
- Décès en Tunisie en 2018